# La Bâtie-Montsaléon
La Bâtie-Montsaléon – miejscowość i gmina we Francji, w regionie Prowansja-Alpy-Lazurowe Wybrzeże, w departamencie Alpy Wysokie.

## Demografia
Według danych na rok 1990 gminę zamieszkiwało 137 osób, a gęstość zaludnienia wynosiła 9 osób/km². W styczniu 2015 r. La Bâtie-Montsaléon zamieszkiwały 222 osoby, przy gęstości zaludnienia wynoszącej 14,7 osób/km².